# Старая Малыкла
Старая Малыкла — село в Новомалыклинском районе Ульяновской области. Входит в состав Среднеякушкинского сельского поселения.

## География
Находится на расстоянии примерно 5 километров на запад-северо-запад по прямой от районного центра села Новая Малыкла.

## Название
Название получил от тюркского «малыклы» — в переводе «принадлежащая хозяину» или «княжеская».

## История
Основано в начале  XVIII века самовольными переселенцами с правобережья Волги. В 1730 году было 168 дворов. В 1744 году выходцами из села было основано село Новая Малыкла.
В 1912 году  264 двора и 1431 житель (мордва), церковь и школа. В советские годы работал колхоз «Родина», позже одноименный СПК.

## Население
Население составляло 204 человека (русские 34%, мордва 46%) в 2002 году, 364 по переписи 2010 года.